# Chirca, Anenii Noi
Chirca este localitatea de reședință a comunei Chirca, raionul Anenii Noi, Republica Moldova.

## Etimologie
Există două etimologii ale acestei localități, se presupune că denumirea ar proveni de la o unealtă, care se numește târnăcop, zicându-i-se și chircă. Dar versiunea e foarte puțin probabilă, deoarece pe aici chirca sau târnăcopul se folosesc foarte rar. Al doilea nume se spune că poate să vină de la numele unuia din primii proprietari ai moșiei – Chirilă, denumire care mai târziu a evoluat în Chircă.

## Geografie
Comuna Chirca, în componența căreia se regăsesc satele Chirca și Botnăreștii Noi, este situată pe malul stâng al râului Bâc, pe traseul feroviar Chișinău – Bender în centrul Republicii și în apropierea autostrăzii Chișinău-Bender. Se află la 25 km distanță de orașul Chișinău și la 12 km distanta de centrul raional Anenii Noi. Localitatea se învecinează cu satele Botnărești, Socoleni, Țîntăreni, Todirești, Chetrosu, Mereni și Merenii Noi. Întreaga regiune din jurul comunei e deluroasă și nu cuprinde monumente ale naturii ocrotite de lege.

## Istorie
În comuna Chirca nu s-au făcut cercetări ale ținutului sau săpături arheologice. Din informațiile de care dispunem nu sunt cunoscute monumente istorice ocrotite oficial pe teritoriul localității. Se cunoaște, însă, din spusele sătenilor că un monument istoric al satului ar putea fi considerată o biserică din lemn construită aproximativ în anii 1800-1820, dar din cauza unui incendiu aceasta a ars complet. În locul bisericii se află parcul de odihnă a localității.
Un alt potențial monument istoric sunt cele 2 movile de pământ care se află în apropierea satului, dintre care în prezent a rămas numai una. Din istorie se cunoaște că cele două movile erau utilizate de domnitorii Moldovei ca un sistem de semnalizare.
Prima atestare documentară a localității a fost în anul 1669. Pe 30 iulie 1734, Nicolae Mavrocordat scrie carte lui Mazarachi biv-jitnicier Pârcãlab de Chișinău să dea înapoi lui Pavăl de la Pașcani pâinea ce a luat-o dijmă de pe moșia lui Chirca peste Bâc. Chirca-denumirea moșiei vine de la rusescul кирка,кирочка,мотыга. Pământul unde este așezat satul Chirca a aparținut mănăstirii Căpriana, care avea sediul la Iași. Această moșie a fost arendată de Vasile Scrupovschi (poleac). Primul locuitor a fost Sidor Brașoveanu; s-au stabilit aici și Nistor Hodorogea, Vasile Popan, Timofte Armașu, care au venit din Schinoasa. În anul 1866 opt oameni au primit nadel (9 ha de pământ). În anul 1868 a avut loc desființarea șerbiei. O parte de sat se numea Chirca-Redeli. Prin 1910 aici au venit amurienii să locuiască. După unirea din 1918 situația s-a schimbat. În 1920 guvernul Averescu a împărțit pământ la țărani. Primul moșier a fost Coțoman, avea peste 100 ha de pământ și o moară. La moară plăteau sau dădeau făină, dacă nu aveau bani. Alt moșier a fost Pavel Albu, avea magazin, moară, drâmbă, vie.
Școala a fost construită în 1932. Primul învățător a fost Popescu. În sat era și o biserica. În anul 1949 în sat s-a format colhozul „M.Frunze”, care în 1969 a intrat în componența asociației intergospodărești „Colhozjivprom”.  Primul președinte a fost Popan Ilie. În 1959 în sat s-a construit magazin. S-a construit o filială a uzinei de cărămidă. La început erau angajați 60 de oameni. Din 1959 până în 1965 s-au produs 2 mln. 400 mii de cărămizi. Începând cu anul 1968 în sat a fost construit Complexul pentru producerea cărnii de porc, unul din cele mai mari complexe din Moldova, care în anii 1985-92 atingea capacitatea de 24 mii de capete de porci anual. În anul 1973 a fost înființat sovhozul „Doina” cu sediul în s.Merenii Noi, la care au trecut 260 ha din pământurile s. Chirca, pe care au fost plantate vii și livezi. În anul 1975 pe teritoriul s. Chirca și-a început activitatea întreprinderea pentru producerea preparatelor veterinare și a momelei "Vetsanpredpiatie", care a activat până în anul 2002. Satul avea (la 1968) 1365 locuitori. Densitatea mijlocie era de 195 locuitori la km pătrat.

## Demografie
Structură etnică
     moldoveni (93,29%)
     ucraineni (4,5%)
     ruși (1,56%)
     găgăuzi (0,18%)
     bulgari (0,42%)
     români (0,06%)
     evrei (0%)
     polonezi (0%)
     țigani (0%)
     alte etnii / nedeclarată (−0,01%)
Conform datelor recensământului din 2004, populația localității este de 1.668 locuitori, dintre care 816 (48,92%) bărbați și 852 (51,08%) femei. Structura etnică a populației în cadrul localității arată astfel:
- moldoveni — 1.556;
- ucraineni — 75;
- ruși — 26;
- găgăuzi — 3;
- bulgari — 7;
- români — 1;
- altele / nedeclarată — 0.

Aproape în fiecare gospodărie din localitate printre icoane se află icoana Maicii Domnului, Maria, ce dă de înțeles buna credința în Dumnezeu. Dar mai putem întâlni și chipul Sf. Dumitru care este considerat drept îngerul păzitor al pământenilor și în același timp în cinstea lui se sărbătorește "Hramul satului" pe 7-8 noiembrie.
Dintre detaliile semnificative pentru aceste locuri am putea evidenția portul oamenilor. Până în prezent putem întâlni bătrânii care poartă cușme țurcănești, cojoace ceea ce ne demonstrează că mai exista predilecție către portul național, tipic moldovenilor, tineri nu au nici o tendință spre acest fel de vestimentație în prezent.
Biserica are rolul unei școli ce ține de educația spirituală a fiecărui om, deci ocupă un loc deosebit în viața cotidiană a localnicilor. Localnicii sunt persoane credincioase și merg atât în fiecare duminică cât și în zile de sărbătoare la Casa Domnului pentru a aprinde o lumânare și a se ruga pentru sine și cei apropiați. În comunitate ea are un rol important întrucât atunci când se întreprind diverse acțiuni importante pentru binele comunității organele de conducere cer și sfatul Bisericii, și Binecuvântare de la preot.

## Economie și infrastructură
În comuna Chirca funcționează: o grădiniță, un gimnaziu, două biblioteci (Biblioteca Publică și Biblioteca Gimnazială), o policlinică, un stadion cu o echipă de fotbal bine pregătită și amenajată.
Oamenii locului au avut de-a lungul timpului mai multe îndeletniciri, pe parcurs unele din ele au dispărut. Astăzi meșterii din oraș se ocupă cu zugrăvitul, confecționarea obiectelor de uz casnic tradițional (mături din mălai; coșuri din viță de vie, etc.), croșetare,  mai mult cele decorative. Prelucrarea lemnului, confecționarea ușilor, ferestrelor, meselor, scaunelor, dulapurilor, porților sunt întâlnite în localitate, dar pe parcursul anilor rămân tot mai puține persoane care se ocupă cu acestea.